# فيلي دونيلي
فيلي دونيلي (بالإنجليزية: Willie Donnelly)‏ هو لاعب كرة قدم بريطاني (وحمل سابقاً جنسية المملكة المتحدة لبريطانيا العظمى وأيرلندا) في مركز حراسة المرمى، ولد في 1872. لعب مع نادي سلتيك ونادي ليفربول ونادي هيبرنيان.